# Willy Kriegel

W.Kriegel, Moos, ca. 1940. Beispiel für „Kleinmalerei“, Originalbreite des Bildes 9 cm

Karl Hermann Willy Kriegel (* 23. Februar 1901 in Dresden; † 20. März 1966 in Starnberg) war ein deutscher Maler.

## Leben
Er war der Sohn des Hallenaufsehers Karl August Theodor Kriegel. Nach Besuch der Bezirksschule in Dresden absolvierte Kriegel von 1915 bis 1919 eine Lehre als Musterzeichner im kunstgewerblichen Atelier Reinhold Lorenz in Plauen. Von 1919 bis 1921 studierte er an der Staatlichen Akademie für Kunstgewerbe bei den Professoren Karl Groß und Alexander Baranowsky. 1920 erhielt er von dieser Akademie die bronzene Preismünze. Ab 1921 war er Student an der Dresdner Akademie, zunächst bei den Professoren Ferdinand Dorsch, Otto Gussmann und Otto Hettner, schließlich als Meisterschüler mit eigenem Atelier bei Oskar Kokoschka. Die Jahre nach seinem Studium waren künstlerisch zunächst sehr beeinflusst von Kokoschka. Aber auch in jener Zeit beschäftigte er sich mit Stillleben und Landschaften. Geprägt waren seine Bilder jener Zeit auch von der gegenseitigen Beeinflussung durch Otto Dix. Bereits 1928 wurden 50 Werke Kriegels in der Galerie Neue Kunst Fides in Dresden ausgestellt. Der Galerist Rudolf Probst stellte damit Kriegel in eine Reihe mit Paul Klee, Emil Nolde, Otto Dix, Wassily Kandinsky und August Macke, welche hier zur gleichen Zeit der Öffentlichkeit vorgestellt wurden. Durch die Bekanntschaft mit Gerhard Madaus wendete Kriegel sich außerdem botanisch korrekten Darstellungen von Pflanzen zu; diese ca. 450 Gouachen befinden sich im Besitz der Firma Madaus.
Während Kokoschka 1934 emigrieren musste, hatte Kriegel in der Zeit des Nationalsozialismus Erfolge zu verbuchen, obwohl 1937 in der Aktion „Entartete Kunst“ sein Ölgemälde Stillleben mit Menschen aus der Städtischen Galerie Nürnberg beschlagnahmt und vernichtet wurde und er in dem 1937 erschienenen Buch Säuberung des Kunsttempels – Eine kunstpolitische Kampfschrift des Autors Wolfgang Willrich als entartet aufgeführt wurde. Gezeigt wird hier auf S. 88 Kriegels Bild „Instrumente“ von 1928, beispielhaft für die Werke einer Reihe von Künstlern, für welche „alles angebracht“ ist, „wenn es nur stinkt“. Am 1. Mai 1933 trat er der NSDAP bei (Mitgliedsnummer 2.963.560).  Er nahm 1937 an der Weltausstellung (Exposition Internationale des Arts et Techniques dans la Vie Moderne) in Paris teil und erhielt eine Goldmedaille. Kriegel war außer 1939 von 1937 bis 1944 auf den jährlichen Großen Deutschen Kunstausstellungen in München mit zwanzig Bildern vertreten. Ein Großteil dieser Bilder befindet sich heute im Deutschen Historischen Museum in Berlin. Am 30. März 1941 notierte Joseph Goebbels nach einem Treffen mit Kriegel: „Kleine Besuchsstunde mit dem Dresdner Maler Kriegel, dem Dürer unserer Zeit in der Blumen- und Kleintiermalerei.“
Der bedeutende Kunstkritiker Will Grohmann sah in Kriegel einen „umgekehrten C.D.Friedrich“ Das Gefühl der Unendlichkeit „manifestiert sich bei ihm nicht in der Weite des Himmels…, sondern in der Andacht vor der Unerschöpflichkeit der Natur in ihren bescheidensten Erscheinungsformen, des vergessenen, aber nie verlorenen Paradieses…“
Am 1. Juli 1943 wurde Kriegel zum Professor ernannt, da er eine einmalige Begabung für „Kleinmalerei“ habe. Da er von Geburt an eine Atrophie im linken Bein hatte und daher schwer gehbehindert war, wurde er vom Kriegsdienst befreit. 1944, in der Endphase des Zweiten Weltkriegs wurde er in die Gottbegnadetenliste aufgenommen, in der 1041 Künstler aufgeführt waren, die dem NS-Regime wichtig erschienen. Es existiert jedoch kein einziges Bild von Kriegel, welches als Nazikunst bezeichnet werden könnte. Hans Grundig berichtete 1957, dass Kriegel mit seinen Beziehungen Otto Dix vor dem KZ bewahrt habe.
Nach dem Krieg lebte er am Starnberger See, ab 1964 war er Professor an der Otto-Klein-Schule in Köln.
Bis an sein Lebensende  konnte er noch Ölbilder, Gouachen und Collagen schaffen. Seine Bilder hängen in vielen Museen, unter anderem in Dresden, Leipzig, Freital. Der Galerist Johannes Kühl schätzte 1949 die Gemälde von Willy Kriegel als wesentlich teurer ein als die Gemälde von Otto Dix.

## Ehrungen
- 1920 Bronzene Preismünze der Staatlichen Kunstakademie Dresden
- 1923 Anerkennungsurkunde der Kunstakademie Dresden
- 1931 Albrecht-Dürer-Preis der Stadt Nürnberg
- 1937 Goldmedaille Weltausstellung Paris

## Werke (Auswahl)

### Tafelbilder (Auswahl)
- Stillleben mit Aquarium (Öl auf Sperrholz, 76 × 55 cm, 1928; Galerie Neue Meister Dresden)[7]

- Chirurgische Instrumente (Öl auf Holz; Museum der bildenden Künste Leipzig)[8]

- Bildnis eines Tropenarztes (Öl auf Holz, um 1930; Museum Bautzen)[9]

- Sächsische Schweiz (Öl, 1930; Städtische Galerie Dresden)[10]

- Wiese (Mischtechnik; ausgestellt 1939 auf der Großen Deutschen Kunstausstellung und von Joachim von Ribbentrop für 4000 RM erworben)[11]
- Waldbodenstück mit Veilchen und Habichtskraut 1939
- November (Mischtechnik; ausgestellt 1940 auf der Großen Deutschen Kunstausstellung und von Hitler für 4000 RM erworben)[12]

- Trüber Tag (Öl auf Holz; ausgestellt 1941 auf der Großen Deutschen Kunstausstellung und von Hitler für 6000 RM erworben)[13]

- Sonniger Stein (Öl auf Holz, 75 × 95 cm; ausgestellt 1941 auf der Großen Deutschen Kunstausstellung und von Hitler für 6000 RM erworben)[14]

- Verschneiter Bach (Mischtechnik; ausgestellt 1941 auf der Großen Deutschen Kunstausstellung und von Goebbels für 6000 RM erworben)[15]

- Die Quelle (Öl auf Holz, 130 × 175 cm; ausgestellt 1942 auf der Großen Deutschen Kunstausstellung und von Hitler für 14 000 RM erworben)[16]
- Selbstporträt (Öl auf Holz, Maße: 50 × 61,5 cm, um 1954; Lindenau-Museum Altenburg/Thüringen)[17]

### Druckgrafik (Auswahl)
- Bildnis (Radierung, 15,7 × 11,4 cm; Kupferstichkabinett Dresden)[18]

## Einzelausstellungen
- 1929: Dresden, Galerie Neue Kunst Fides
- 1931: Leipzig, Galerie Del Veccio
- 1996: Freital, Haus der Heimat
- 2017: Freital, Städtische Sammlung Freital (mit Willy Eberl)